# Krönten
Krönten – szczyt w Alpach Berneńskich, części Alp Zachodnich. Leży w Szwajcarii w kantonie Uri. Należy do pasma Alp Urneńskich. Można go zdobyć ze schroniska Kröntenhütte (1903 m) lub Leutschachhütte (2208 m). 
Pierwszego odnotowanego wejścia dokonali John Sowerby, Josef Maria Tresch–Exer i Ambros Zgraggen 3 sierpnia 1868 r.